# Nuestra Señora de Candelaria (Chipude)
Nuestra Señora de Candelaria es una imagen de la Virgen María que se venera en la localidad de Chipude en la isla de La Gomera (Canarias). La imagen de la Santísima Virgen de Candelaria data del siglo XIX y recibe una gran veneración en la isla de La Gomera. Recibió la coronación canónica el 11 de agosto de 2013 en la plaza de Chipude.

## Origen de la devoción
Una antigua tradición nos narra que un sacerdote, miembro de una expedición de cristianización, introdujo la devoción a la imagen de Nuestra Señora de Candelaria en la isla de La Gomera, existe también otra tradición que nos narra que apareció en la Hoya de la Candelaria (Fortaleza de Chipude) donde los aborígenes celebraban sus rituales religiosos.

## Imagen de la Virgen
La primitiva imagen de la Virgen de Candelaria fue sustituida por la actual en el siglo XIX. Es una obra de candelero de 1,30 metros que porta en el brazo derecho al Divino Infante y en el izquierdo un candela de plata, símbolo de su advocación.

## Templo de la Virgen
Chipude contó desde el siglo XVI con una ermita dedicada a Nuestra Señora de Candelaria, erigida en parroquia en 1655. El pendón de la isla de La Gomera es guardado en esta iglesia parroquial y sale en procesión junto a la Virgen de Candelaria. 
El templo actual es una reconstrucción del siglo XVII. Al final de la nave de la Epístola se encuentra la patrona de Chipude, de gran devoción en la isla de La Gomera, Nuestra Señora de Candelaria. Es considerada la segunda advocación mariana más venerada de la isla, tras la Virgen de Guadalupe (patrona de La Gomera).

## Festividades de la Virgen
La Santísima Virgen de Candelaria cuenta con dos festividades anuales, la primera de ellas el 2 de febrero, festividad de la Purificación de Nuestra Señora y el 15 de agosto, festividad de la Asunción de la Virgen, además del 8 de septiembre, Natividad de Nuestra Señora.

## Cultos y salidas procesionales de la Virgen
El 2 de febrero y el 8 de septiembre tiene lugar una solemne Eucaristía en su honor.
En agosto, previo a la festividad de la Asunción de la Virgen, del 12 al 14, se consagra en su honor un triduo solemne.
Durante el año realiza cuatro salidas procesionales, el 2 de febrero y el 8 de septiembre y dos en el mes de agosto, el 14 y 15.

## Himno de la Virgen I
Nuestra Señora de la montaña,

Sol del que irradia la luz primera,

Sé protectora de nuestra tierra

Que en el tambor se volvió plegaria.
Por ti la fe llegó a nuestra tierra;

En ti el amor encontró cobijo.

Y en tu mirada todos tus hijos

Su confianza filial encierran.
Salve, Virgen Pura;

Salve, Inmaculada.

Salve, coronada

Fuente de eterna dulzura.
Nuestra Señora de los gomeros,

Sol del que irradia la luz primera,

Sé protectora de nuestra tierra,

que en el tambor se volvió plegaria.
Por ti la fe llegó a nuestra tierra;

En ti el amor encontró cobijo.

Y en tu mirada todos tus hijos

Su confianza filial encierran.
Salve, Virgen Pura;

Salve, Inmaculada.

Salve, coronada

Fuente de eterna dulzura.
Ante ti el llanto se hace tambor,

Y el día a día se hace romance

Para que en ti nuestra fe descanse

Sobre tus manos de seda y de amor.
Bendita sea la virgen bella,

Que es luz y madre de los gomeros,

La que en el monte está coronada

Tal como Dios hiciera en el cielo,

la que en la cumbre está coronada

igual que Dios hiciera en el cielo.
Ante ti el llanto se hace tambor,

Y el día a día se hace romance

Para que en ti nuestra fe descanse

Sobre tus manos de seda y de amor.
Bendita sea la pura nieve,

Que es luz y madre de los gomeros,

La que en la cumbre está coronada

Tal como Dios hiciera en el cielo,

la que en la Gomera está coronada

igual que Dios hiciera en el cielo.

## Himno de la Virgen II
La señora de la montaña

Sol de la luz primera,

protectora de nuestra tierra

Que el tambor volvió plegaria.
Trajiste la fe a la montaña;

En tu amor encontró cobijo.

Y en tu mirada tus hijos,

Su confianza filial bañan. 
Salve, virgen pura;

Salve, inmaculada,

Salve, coronada

Fuente de perpetua dulzura.  
Señora de los gomeros, 

Sol de la luz primera,

Protectora de esta tierra

En el tambor va nuestra plegaria.
Trajiste la fe a la montaña;

En ti el amor tiene cobijo;

Y en tu mirada todos tus hijos

Su confianza filial acompañan.
Salve, virgen pura;

Salve, inmaculada,

Salve, coronada

Fuente de perpetua dulzura.  
Ante ti viene a llorar el tambor

Y el romance se hace plegaria, 

ante tus manos del alfar de amor

renueva el gomero su fe centenaria. 

Bendita la virgen bella,

Es luz y madre de los gomeros,

La que en el monte fue coronada

Tal como dios hizo en el cielo.
La que en la cumbre está coronada

Igual que dios hiciera en el cielo,

La que en la Gomera esta coronada

Igual que dios hiciera en el cielo.
—¡Viva Chipude, madre sagrada,

Que cada quince de agosto

Celebra tus alegres fiestas,

Con alegría y profundo gozo. 
—¡Viva la Candelaria

Señora de la Gomera,

Que celebra en Chipude 

la fiesta más bullanguera!

## Coronación Canónica
La imagen de Nuestra Señora de Candelaria, fue coronada canónicamente el 11 de agosto de 2013 en la plaza de Chipude. La coronación canónica de esta venerada imagen de la Virgen María en la isla de La Gomera había sido concedida por el obispo de San Cristóbal de La Laguna, Bernardo Álvarez Afonso, la cual estuvo precedida por un amplio programa de actos religiosos y culturales. La imagen de Nuestra Señora de Candelaria, fue por lo tanto, la segunda imagen mariana en ser coronada canónicamente en la isla de La Gomera, precedida por Nuestra Señora de Guadalupe (patrona de la isla) en 1973.
Por este motivo se realizaron conferencias sobre la interconexión entre la devoción cristiana de la Virgen de Candelaria y los antiguos gomeros; la relación de la historia de la aparición de la Virgen de Candelaria (Patrona de Canarias) de Tenerife y la de Chipude en La Gomera, sus implicaciones, las estrategias de colonización, la astronomía y los calendarios indígenas.